# 2023 DZ2
2023 DZ2 は、地球近傍小惑星 (NEO) に分類される小惑星の一つである。2023年3月25日に地球から約17万 kmのところを通過するとみられている。

## 発見と軌道

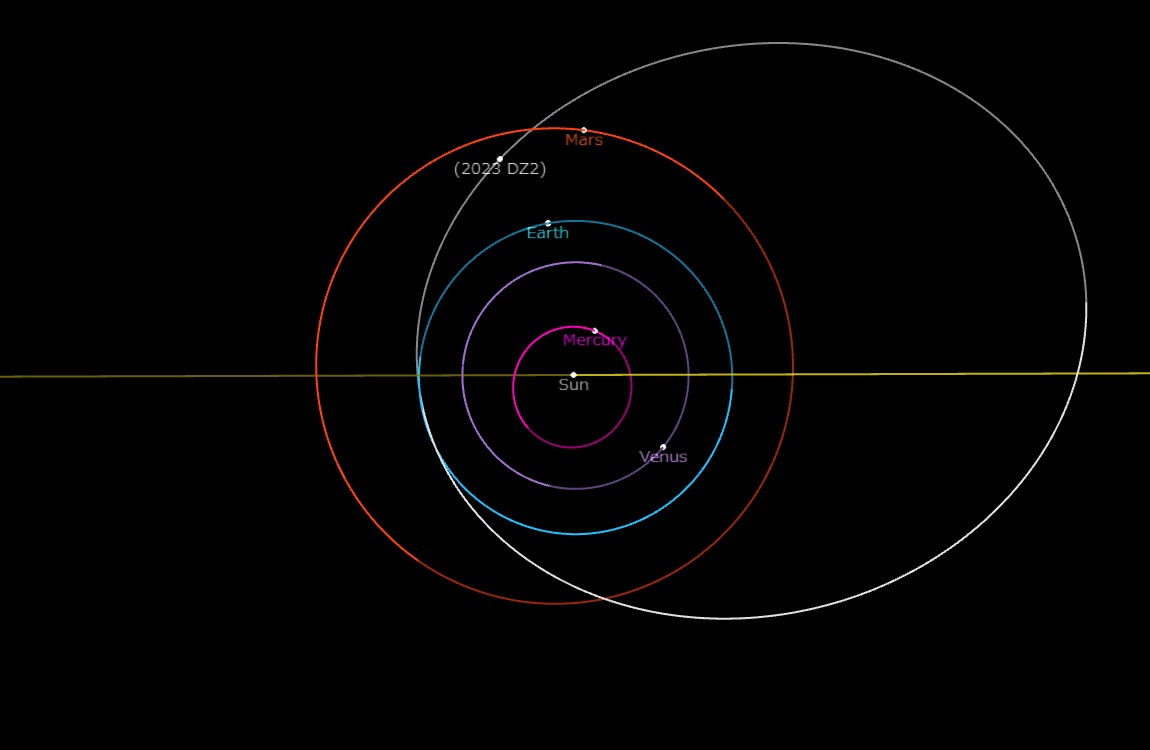
の軌道、各天体の位置は2023年1月1日時点のもの

2023年2月27日にスペイン、カナリア諸島のラ・パルマ島にあるロケ・デ・ロス・ムチャーチョス天文台のアイザック・ニュートン望遠鏡で観測を行っているEURONEARプロジェクトによって発見され、同年3月16日に小惑星センターから発行された小惑星電子回報 (MPEC, Minor Planet Electronic center) にて仮符号 2023 DZ2 が付与された。EURONEARプロジェクトにより発見された小惑星は、発見後に見失われたものを除いてこれが12個目であった。
2023 DZ2 の軌道は黄道面に対する軌道傾斜角がほとんどないが、軌道の離心率は0.54と比較的大きい。そのため、近日点ではほぼ地球軌道付近まで太陽に接近するが、遠日点では太陽から約 3.3 au（約4億9700万 km）まで遠ざかる楕円軌道を約3.17年の公転周期で公転している。地球近傍小惑星の中でも、太陽からの近日点距離が 1.017 au を下回るため、アポロ群と呼ばれるグループに属する。

## 地球への接近
2023 DZ2 は、2023年3月25日19時51分 (UTC) に地球から 174,650 ± 45 km の距離にまで接近する。これは月までの距離の約45%に相当する。天文計算家の Tony Dann によると最接近時は見かけの明るさが9.7等級まで明るくなると予想されており、天文ウェブサイトの EarthSky は口径15 cm 以上の望遠鏡があれば十分観測ができるとしている。
発見から約1ヶ月弱が経過した2023年3月17日、そのときまでに実施された56回分の 2023 DZ2 の観測結果を基に軌道を計算した結果、2026年3月27日に地球へ衝突する確率が0.17%（約590分の1）と算出されたことから、ジェット推進研究所 (JPL) 内にある地球近傍天体研究センター (CNEOS) は  2023 DZ2 のトリノスケールを「1」と評価した。トリノスケールは天体が地球へ衝突する確率および衝突した際の被害の大きさを0から10までの11段階で評価する尺度であり、「1」は下から2番目のレベルとなる。このとき算出された地球への最接近距離は約1000万 kmであったが、± 3800万 km という非常に大きな不確実性 (3σ) があった。
その後は一時、2026年の地球への衝突確率は 0.23%（約430分の1）にまで上昇したが、同年3月19日に122回分の観測結果から算出された計算結果では、地球への最接近距離よりもその不確実性が下回ったことで 2023 DZ2 が2026年の接近で衝突しないことがほぼ確実視され、衝突確率は 0.0014%（約7700分の1）にまで急減した。これを受けて、CNEOS は 2023 DZ2 のトリノスケールを最も低い「0」に格下げした。その後、同年3月21日に CNEOSそれまでの観測結果から、2023 DZ2 が地球へ衝突する潜在的な危険性は完全に排除されたと判断し、個別ページでの衝突リスク評価を終了した。
| 軌道解                                                                | 観測弧 （括弧内は観測回数） | JPL Horizonsによる 名目上の最接近距離 （地心距離） | 不確実性 (3σ)  | 衝突確率 （CNEOSによる） | トリノスケール （CNEOSによる） | 最大 パレルモスケール （CNEOSによる） |
| --------------------------------------------------------------------- | --------------------------- | -------------------------------------------------- | -------------- | ------------------------ | ------------------------------ | ------------------------------------- |
| JPL #1 2023年3月16日算出                                              | 2日（31回）                 | 0.6249 au （約9349万 km）                          | ± 6億7950万 km | 0.042%                   | 0                              | –2.19                                 |
| JPL #3 2023年3月17日算出                                              | 18日（56回）                | 0.0673 au （約1007万 km）                          | ± 3809万 km    | 0.17%                    | 1                              | –1.19                                 |
| JPL #4 2023年3月18日算出                                              | 63日（94回）                | 0.0355 au （約531万 km）                           | ± 927万 km     | 0.23%                    | 1                              | –1.17                                 |
| JPL #5 2023年3月19日算出                                              | 64日（122回）               | 0.0334 au （約500万 km）                           | ± 386万 km     | 0.0014%                  | 0                              | –3.40                                 |
| JPL #6 2023年3月20日算出                                              | 65日（142回）               | 0.0329 au （約492万 km）                           | ± 276万 km     | 0.0000026%               | 0                              | –6.14                                 |
| 2023年3月21日15時2分 (UTC)、CNEOSによる 2023 DZ2 の衝突リスク評価終了 |                             |                                                    |                |                          |                                |                                       |
| JPL #7 2023年3月21日算出                                              | 66日（182回）               | 0.0303 au （約453万 km）                           | ± 108万 km     | 評価終了                 | 評価終了                       | 評価終了                              |
| JPL #8 2023年3月22日算出                                              | 67日（246回）               | 0.0305 au （約456万 km）                           | ± 104万 km     | 評価終了                 | 評価終了                       | 評価終了                              |